# Tamás Keményffy
Tamás Keményffy, noto anche con lo pseudonimo di Tommaso Kemeneffy (Budapest, 15 gennaio 1908 – San Diego, 25 settembre 2004), è stato un direttore della fotografia ungherese naturalizzato statunitense.

## Biografia
Dopo aver studiato a Parigi, lavorò come fotografo pubblicitario. Divenne assistente operatore di Alexander Korda a Parigi e Londra, poi al Teatro Nazionale di Pécs, e fu assistente nei film di Heinrich Gärtner. Tra il 1933 e il 1936 fu operatore a Madrid. A causa della guerra civile spagnola nel 1937 rientra in patria, dove fotografa film ungheresi, e nel 1938 giunge in Italia dove lavora ad alcuni film col nome italianizzato Tommaso Kemeneffy. L'anno seguente si sposò una prima volta a Londra con Joyce Scott-Paine, poi a causa della seconda guerra mondiale emigra negli Stati Uniti, sposandosi una seconda volta nel 1946 con Bernice K. Gasparik.

## Filmografia
- La señorita de Trevélez, regia di Edgar Neville (1936)
- Tisztelet a kivételnek, regia di Ákos Ráthonyi (1937)
- Crisis mundial, regia di Benito Perojo (1937)
- Fizessen, nagysád!, regia di Ákos Ráthonyi (1937)
- A szív szava, regia di Alajos Bihari (1937)
- Sportszerelem, regia di Zoltán Farkas e László Kardos (1938)
- Lotte nell'ombra, regia di Domenico Gambino (1938)
- Se quell'idiota ci pensasse..., regia di Nino Giannini (1939)
- Traversata nera, regia di Domenico Gambino (1939)
- Il segreto di Villa Paradiso, regia di Domenico Gambino (1940)
- Arditi civili, regia di Domenico Gambino (1940)
- Rose scarlatte, regia di Giuseppe Amato e Vittorio De Sica (1940)
- Rumbo al Cairo, regia di Benito Perojo (1940)